# Olajpatak
Olajpatak (1899-ig Olejnok, szlovákul: Olejníkov, németül: Holenitz) község Szlovákiában, az Eperjesi kerület Kisszebeni járásában.

## Fekvése
Kisszebentől 12 km-re északra, a Tarca felső folyása és a Tapoly forrásvidéke között fekszik.

## Története
1322-ben említik először. 1454-ben „Olaypathak” a neve. Későbbi története során „Olejnik”, „Olisznok”, „Olejnok” néven szerepel az írott forrásokban. Első lakói favágók, napszámosok voltak. A Perényi, majd a 16. századtól a Péchy és Tarczay család birtokában állt.
A 18. század végén Vályi András így ír róla: „OLEGNOK. vagy Olejnok. Orosz falu Sáros Várm. földes Ura Péchy Uraság, fekszik Pécsújfaluhoz közel, mellynek filiája, réttye erdők között vagyon, legelője elég, de földgye soványas.”
1828-ban 46 házában 359 lakos élt. Lakói mezőgazdasággal, erdei munkákkal, szénégetéssel, háziiparral, fazsindely, faeszközkészítéssel, teknővájással foglalkoztak. A 19. század elején papír- és fűrészmalmok működtek a községben.
Fényes Elek 1851-ben kiadott geográfiai szótárában így ír a faluról: „Olejnik, (Majdan), tót falu, Sáros vgyében, Pécs-Ujfaluhoz északra 1 mfd., 130 romai, 225 gör. kath., 70 zsidó lak. Roppant erdő. Papiros- és fürészmalmok. F. u. a Péchy nemzt. Ut. p. Eperjes.”
A trianoni diktátum előtt Sáros vármegye Kisszebeni járásához tartozott.

## Népessége
| Év:            | 1994. | 2004.    | 2014.    | 2024.    |
| -------------- | ----- | -------- | -------- | -------- |
| Emberek száma: | 277   | 357      | 454      | 675      |
| Eltérés:       |       | +28,88 % | +27,17 % | +48,67 % |

| Év:            | 2023. | 2024.   |
| -------------- | ----- | ------- |
| Emberek száma: | 642   | 675     |
| Eltérés:       |       | +5,14 % |

1910-ben 431, többségben szlovák lakosa volt, jelentős ruszin kisebbséggel.
2001-ben 368 lakosából 210 szlovák és 139 cigány volt.
2011-ben 414 lakosából 221 szlovák és 172 cigány.